# Uncial 086
Uncial 086 (numeração de Gregory-Aland), ε 35 (von Soden), é um manuscrito uncial grego do Novo Testamento. A paleografia data o codex para o século 6.

## Descoberta
Codex contém o texto do Evangelho de João (1,23-26; 3,5-4,23-35.45-49) em 13 folhas de pergaminho (27 x 23). O texto está escrito com duas colunas por página, contendo 20 linhas cada. Ele é um palimpsesto, o texto superior escreveo na língua copta.
O texto grego desse códice é um representante do Texto-tipo Alexandrino. Aland colocou-o na Categoria III.
O manuscrito foi escrito em mosteiro copta.
Actualmente acha-se no British Library (Or. 5707) em Londres.